# Agentes de deterioro

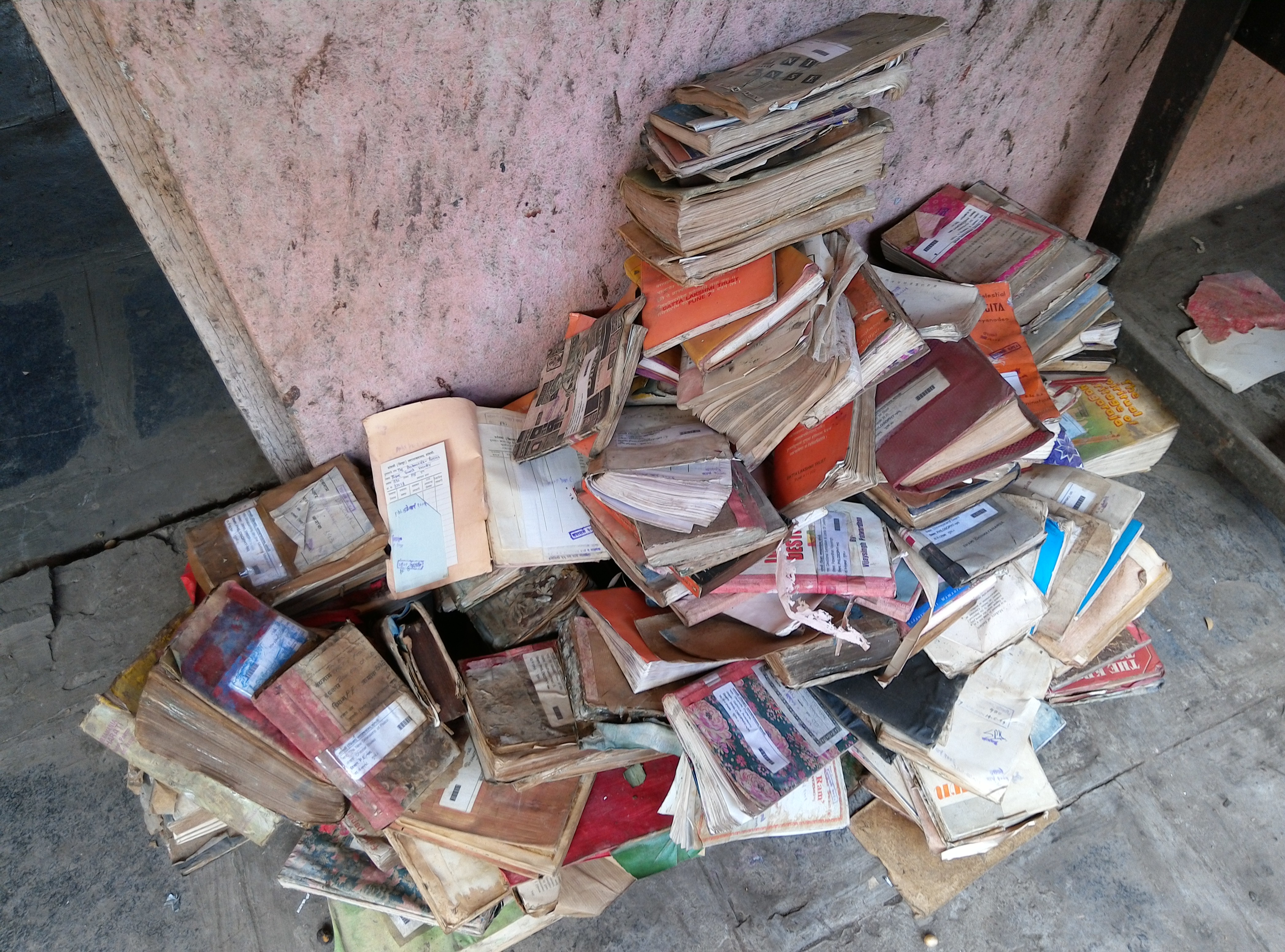
El agua es uno de los agentes de deterioro. Sus efectos se pueden ver en estos libros de biblioteca dañados por las inundaciones.

Los "diez agentes de deterioro" son un marco conceptual desarrollado por el Instituto Canadiense de Conservación (CCI) que se utiliza para categorizar las principales causas de cambio, pérdida o daño a los objetos del patrimonio cultural (como colecciones de galerías, bibliotecas, archivos y museos). También conocido como los “agentes de cambio”, el marco se desarrolló por primera vez a finales de los años 80 y principios de los 90. Los agentes definidos reflejan y sistematizan las principales vías de deterioro físico y químico a las que está sujeta la mayoría de los materiales físicos. Tienen una influencia importante en la práctica aplicada deconservación, restauración y gestión de colecciones, y encuentran un uso particular en la gestión de riesgos para las colecciones del patrimonio cultural.
El CCI define diez 'agentes': disociación, fuego, humedad relativa incorrecta, temperatura incorrecta, luz y radiación ultravioleta, plagas, contaminantes, fuerzas físicas, ladrones y vándalos (a veces denominados 'criminales') y agua. El número de agentes primarios se ha mantenido igual desde 1994 con la adición de "negligencia custodial" (ahora denominada disociación), aunque el alcance y los nombres de algunas categorías se han actualizado con el tiempo para reflejar nuevas investigaciones o ideas.
Cada categoría puede subclasificarse como rara y/o catastrófica (Tipo 1), esporádica (Tipo 2) o constante/continua (Tipo 3), particularmente cuando se aplica a las evaluaciones de riesgos. Por ejemplo, dentro de la categoría de fuerzas físicas, un terremoto puede designarse como evento de Tipo 1; un accidente de manipulación en el que se deja caer un objeto como Tipo 2, y el desgaste físico continuo por la manipulación diaria como Tipo 3.

## Disociación
La disociación se refiere a la pérdida de información asociada con un objeto, como información de procedencia o ubicación, sin la cual el objeto pierde significado o se pierde. En versiones anteriores del marco, esto se denominaba "negligencia custodial". La disociación puede cubrir la pérdida de etiquetas de identificación, la mala colocación de partes de un objeto o la falta de información descriptiva, por ejemplo. Descuidar una colección también forma parte de la disociación. Al no realizar la investigación adecuada y no asegurarse de que todo permanezca unido, las instituciones pueden perder información y hacer que sus colecciones pierdan valor.
La disociación también puede deberse a un desastre natural.
Tener un buen plan de documentación y un buen respaldo del sistema electrónico puede ayudar a mitigar los daños causados por eventos que no podemos controlar.
Son necesarios protocolos rigurosos de gestión de la información, como auditorías periódicas de la colección y revisiones administrativas. Una buena práctica de documentación y asegurarse de que las etiquetas sigan su objeto respectivo es esencial para ayudar a prevenir la disociación.

## Fuego

Un sistema de gestión de humo

El fuego consume directamente el patrimonio cultural mediante la quema o la deposición de humo y hollín en las superficies. Los sistemas de extinción de incendios también pueden causar daños, por ejemplo, daños causados por el agua de los rociadores. Por ejemplo, alrededor de 18 millones de objetos fueron destruidos en el incendio de 2018 en el Museo Nacional de Brasil. 
El mantenimiento preventivo es fundamental para prevenir y minimizar el riesgo de incendio. Las estrategias incluyen la prohibición de fumar y otras fuentes de llamas y calor; el mantenimiento rutinario de los extintores; el mantenimiento de un cronograma regular para el mantenimiento y las pruebas de los detectores de humo; y la protección del edificio y su contenido con sistemas de rociadores.
Los materiales se pueden clasificar según su nivel de vulnerabilidad al calor y la combustión. Jean Tetrault identificó cinco niveles de sensibilidad: desde muy bajo para materiales no combustibles hasta muy alto para materiales autoinflamables y fácilmente combustibles. Los materiales inorgánicos, como la cerámica, la piedra, el vidrio y el metal, tienen una menor sensibilidad relativa al fuego, en comparación con los materiales orgánicos, como la madera, el papel o los textiles, que son altamente reactivos al fuego. Ciertos materiales son conocidos por su extremadamente alta sensibilidad relativa al fuego, como los disolventes orgánicos con un punto de inflamación inferior a 32 oC que los hace inflamables y más peligrosos si desciende por debajo de 21 oC.
La susceptibilidad de un objeto al fuego es un factor destacado que afecta la velocidad a la que el fuego puede propagarse en el espacio. Considerando que el fuego es una reacción en cadena exotérmica que produce energía en forma de luz y calor, es importante señalar que para que la reacción en cadena persista, el combustible debe estar en condiciones y cantidad adecuadas. Si el material está húmedo, el calor producido reaccionará primero con el agua para eliminar la humedad en lugar de causar directamente que el combustible se descomponga y provoque que la reacción en cadena continúe si hay suficiente fuente de combustible para alimentarse.

## Humedad relativa incorrecta
La humedad relativa (HR) puede provocar cambios o daños al patrimonio cultural cuando la HR es demasiado alta, demasiado baja o cuando fluctúa. La humedad relativa alta puede provocar crecimiento de moho, desintegramiento de la sal, aumento de la actividad de plagas, hinchazón de la madera, rápida corrosión del metal y reacciones aceleradas de hidrólisis en papel y otros sustratos. Una humedad relativa baja puede provocar grietas y encogimiento de los objetos de madera, y desecación y fragilización del papel y los textiles orgánicos. Las fluctuaciones en la humedad relativa agravan estos efectos y causan daños físicos cuando los materiales orgánicos se contraen y expanden, particularmente en objetos de técnica mixta donde los materiales se expanden y contraen a diferentes velocidades (por ejemplo, pinturas sobre paneles). Por esta razón, los entornos de los museos suelen tener control de la humedad como parte de su sistema de calefacción, ventilación y refrigeración (HVAC), para mantener la humedad relativa estable y dentro de límites definidos.

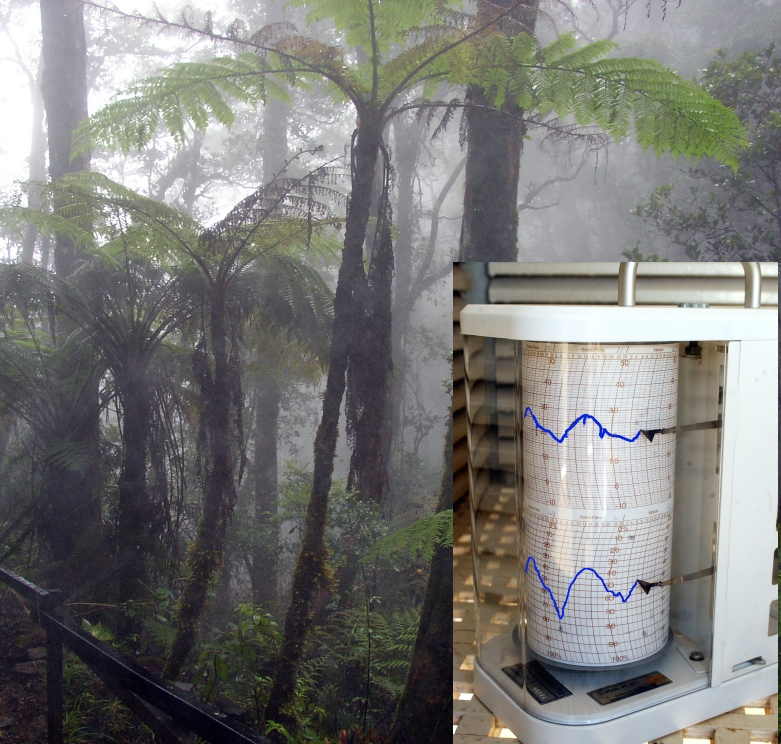
Un bosque nuboso y un higrómetro

La humedad relativa es la cantidad de agua contenida en el aire expresada como porcentaje de la cantidad total de agua que podría contenerse en aire completamente saturado a una temperatura determinada. La capacidad del aire para retener humedad está directamente relacionada con la temperatura, ya que el aire caliente puede retener más agua que el aire frío.
Algunos cambios que sufren los objetos son reversibles ajustando la humedad relativa, pero daños como las grietas pueden ser irreversibles. Mantener la HR dentro de un rango apropiado para el tipo de material y lo más consistente posible evitará la mayoría de los daños causados por la HR. Mantener los espacios de almacenamiento y exhibición entre 40 y 60 % de humedad relativa evitará la mayoría de los efectos dañinos, pero mantener una humedad relativa estable a menudo se considera más importante que cumplir con rangos absolutos. Organizaciones profesionales de conservación como el Instituto Internacional para la Conservación (IIC), el Consejo Internacional de Museos (ICOM-CC), el Instituto Americano para la Conservación (AIC) y el Instituto Australiano para la Conservación de Bienes Culturales (AICCM) han elaborado directrices para entornos museísticos. 
La humedad relativa de los espacios se puede medir mediante diversas herramientas, incluidas tarjetas indicadoras de humedad, termohigrógrafos, higrómetros, psicrómetros y registradores de datos. Los datos de HR se monitorean y analizan para determinar si se necesitan ajustes. Los ajustes pueden ser posibles mediante humidificadores, deshumidificadores, ajustes a los sistemas de calefacción y aire acondicionado existentes y medidas de control pasivo.
Algunos objetos tienen necesidades diferentes en HR que otros en su exposición o en su almacén. Para esos objetos, es necesario crear estuches especiales o contenedores de almacenamiento para satisfacer sus necesidades. En ellos, el HR y la temperatura pueden ser diferentes a los presentes en las habitaciones. También se pueden fabricar algunas cajas y contenedores especiales para garantizar el viaje seguro de los objetos.

## Temperatura incorrecta
Dos mecanismos primarios de deterioro químico que afectan el patrimonio cultural incluyen la hidrólisis y la oxidación, que pueden resultar en escisión de cadenas o reticulación. Estos ocurren a temperatura ambiente en diversos grados (dependiendo del material); la velocidad de las reacciones químicas aumenta con la temperatura. En consecuencia, el almacenamiento en frío (por ejemplo, almacenamiento a 10 °C, 4 °C o bajo cero) se utiliza a menudo para retardar el deterioro de materiales vulnerables como el nitrato de celulosa y la película de acetato de celulosa.
Las temperaturas más altas también pueden causar ablandamiento o fusión de materiales con puntos de fusión bajos, como ceras y algunos plásticos. Algunos materiales se vuelven quebradizos y bajan las temperaturas, lo que aumenta la posibilidad de sufrir daños físicos durante la manipulación. Al congelarse, los cristales de hielo pueden alterar físicamente superficies delicadas como las emulsiones fotográficas.

## Luz, ultravioleta e infrarrojos.

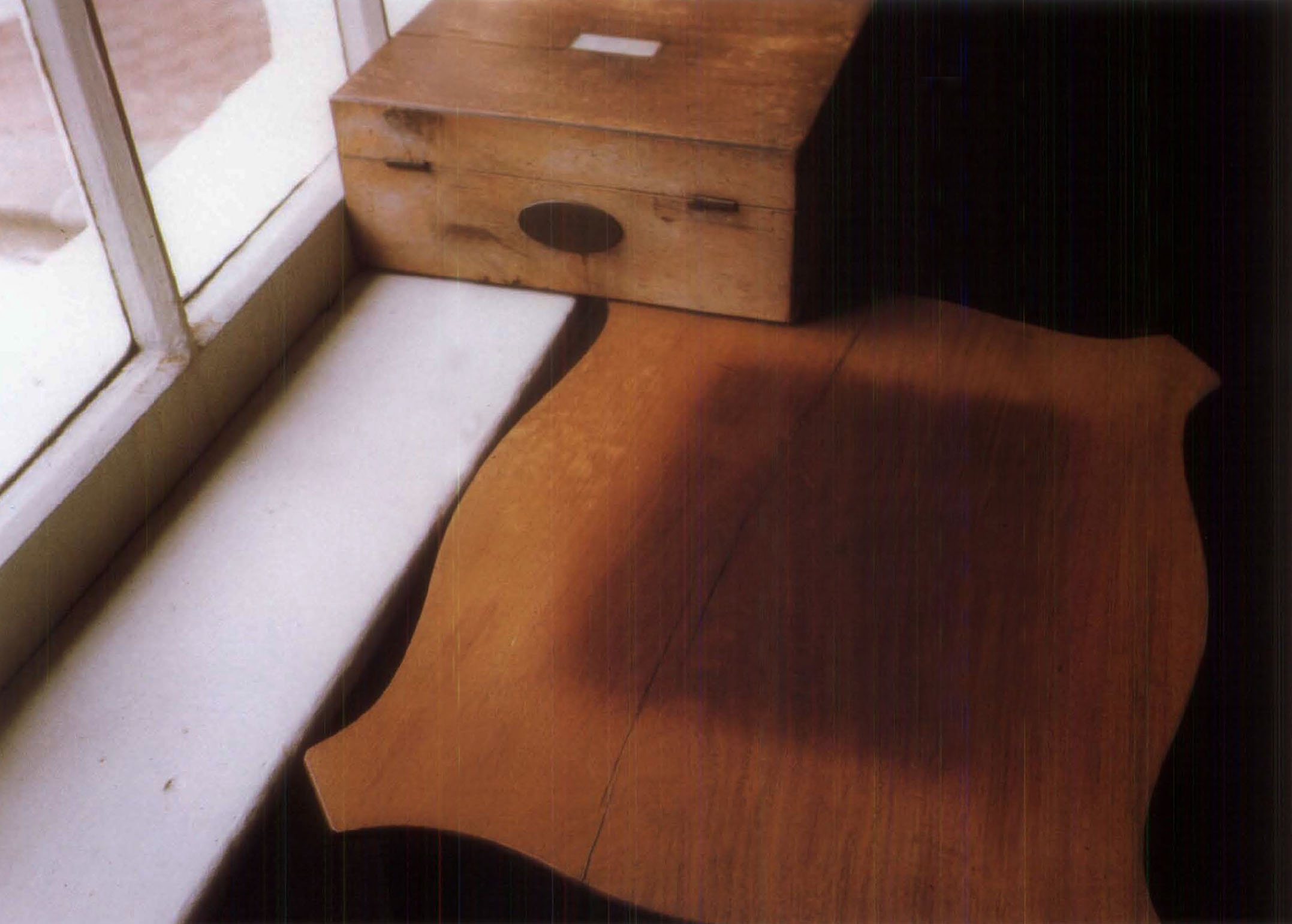
La luz ha descolorido el acabado del tablero de la mesa excepto en el centro, donde descansaba la caja y protegía el acabado.

La luz, en lo que se refiere al mantenimiento de las colecciones, se ocupa principalmente de los rangos de luz visual y ultravioleta (UV) del espectro electromagnético. La exposición a la luz visible desvanecerá muchos colorantes. Las longitudes de onda de luz ultravioleta de mayor energía también pueden provocar decoloración, coloración amarillenta y debilitamiento físico de los sustratos, lo que hace que algunos materiales se vuelvan quebradizos y propensos a romperse. La radiación luminosa proporciona energía para inducir cambios químicos dentro de la estructura molecular de los materiales. El daño causado por la luz, incluida la pérdida de color y fuerza, es acumulativo e irreversible.
Controlar los daños causados por la luz es un proceso de compromiso, ya que la luz también es necesaria para las personas que trabajan con objetos del patrimonio cultural o los contemplan. La exposición a la luz se puede reducir limitando la cantidad de tiempo que se exhiben los objetos sensibles o la intensidad con la que se iluminan. Se pueden utilizar atenuadores, temporizadores y sensores de movimiento para limitar los tiempos de exposición. Las organizaciones culturales a menudo desarrollan cronogramas para los cambios de exhibición, con el fin de controlar la velocidad a la que se producen los daños inducidos por la luz. Los niveles de luz para objetos sensibles a la luz, como textiles, obras sobre papel y cuero teñido, generalmente se mantienen en niveles más bajos siempre que sea posible (por ejemplo, a 50 lux), siendo 200 lux una pauta más común para materiales más resistentes a la luz, como pinturas al óleo, huesos y cuero natural. Algunos tipos de materiales, como la piedra, el metal y el vidrio, no se ven afectados negativamente por la luz visible.
La luz ultravioleta normalmente no es necesaria para la visión (a menos que la fluorescencia inducida por los rayos UV sea una parte importante de la experiencia visual), por lo que las organizaciones culturales tienden a eliminar o proteger las fuentes de luz natural de los espacios de almacenamiento o exhibición. Las cortinas, cortinas y filtros que absorben los rayos UV también son estrategias de control útiles.
Los niveles de luz y UV se pueden medir con un exposímetro para poder realizar ajustes.

## Plagas

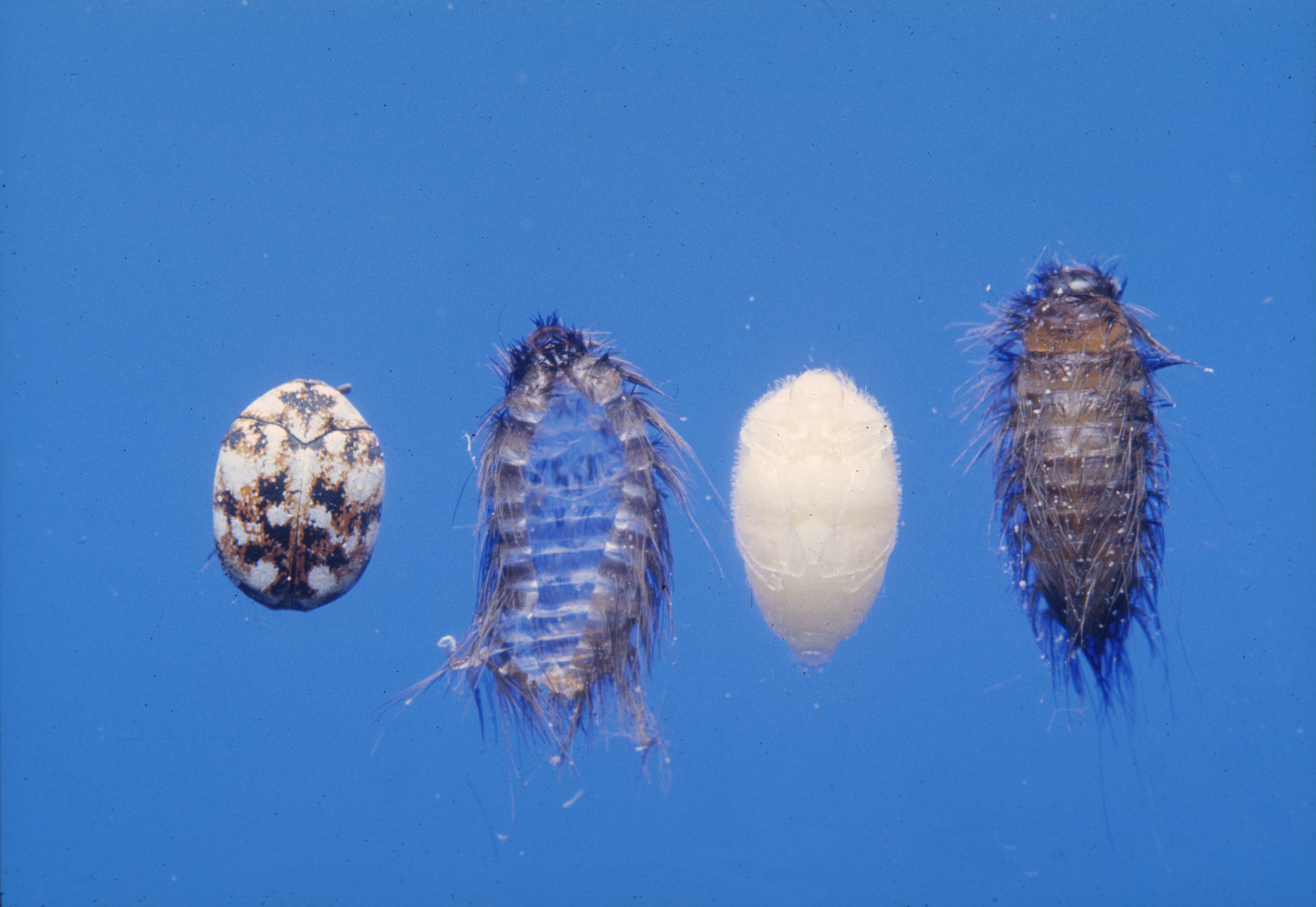
Ciclo de vida de un escarabajo de las alfombras.

Muchas especies de insectos se alimentan de material orgánico del patrimonio cultural; por ejemplo, los escarabajos de las alfombras (algunas especies de Attagenus y Anthrenus) y las polillas de la ropa se sienten atraídos por las fibras basadas en proteínas, como la lana y la seda; los lepismas pastan en la superficie de libros y fotografías; varias especies de barrenadores pueden infestar muebles o marcos de madera. Los insectos pueden ser atraídos por la acumulación de polvo y escombros sobre los objetos para alimentarse de ellos. Los insectos, pájaros y roedores pueden utilizar objetos del patrimonio cultural como material de nidificación, o ensuciarlos con excrementos, o dañarlos al rascárlos y perforárlos. La caca de pájaro puede grabar la superficie de una escultura metálica para exteriores y las patas de los pájaros pueden rayar su superficie.
Los daños causados por insectos y otras plagas de los museos suelen producirse porque estas plagas se sienten atraídas por los objetos de las colecciones que consideran una fuente de alimento. Ciertos tipos de materiales, como la madera, los textiles orgánicos, las pieles y el papel, son más vulnerables al daño de los insectos que otros.
El manejo integrado de plagas o MIP se ha convertido en una estrategia clave en el seguimiento y control de plagas en entornos museísticos. El MIP se centra en la prevención, mediante la limpieza y el mantenimiento, y en el seguimiento de las poblaciones de plagas mediante el uso de un sistema de trampas adhesivas. Esto permite al personal del museo o del repositorio identificar lugares vulnerables, detectar nuevas infestaciones e identificar el tipo de insectos presentes y luego actuar para eliminar la infestación.
Hay una variedad de tratamientos posibles disponibles para abordar las infestaciones de insectos. Los insecticidas ya no son el método de tratamiento preferido para los objetos culturales debido a los riesgos para la seguridad humana y, a menudo, a los efectos indeseables en los propios objetos. En cambio, se prefieren métodos no químicos que incluyen congelación, calentamiento controlado, radiación y tratamientos hipóxicos. Incluso opciones tan simples como regular la temperatura y la humedad relativa de un espacio pueden ser efectivas para reducir una infestación, dependiendo de la plaga. Cada opción tiene ventajas e inconvenientes, y la elección del tratamiento utilizado debe realizarse en consulta con un profesional calificado.

## Contaminantes
Los contaminantes atmosféricos como el ozono, el dióxido de azufre, el sulfuro de hidrógeno y el dióxido de nitrógeno provocan corrosión, acidificación y decoloración de una variedad de materiales. Los contaminantes interiores como el formaldehído y otros ácidos orgánicos volátiles causan problemas similares y pueden estar presentes en alfombras, pinturas y barnices o en los materiales utilizados para construir vitrinas o muebles de almacenamiento (madera, plásticos, telas, resinas). Los objetos también pueden generar contaminantes internamente; por ejemplo, el deterioro de la película de acetato de celulosa da como resultado la generación de ácido acético, que puede dañar otros objetos cercanos.
Los contaminantes atmosféricos pueden empañar o corroer los objetos metálicos. Los objetos de plata son vulnerables a los gases sulfurosos que los empañan, y los objetos de plomo y peltre se corroen cuando se exponen a ácidos orgánicos volátiles. Los daños se pueden minimizar almacenando los objetos de plata vulnerables en recintos con carbón activado o en te laplateada, que absorbe el azufre. Los objetos de plata también se pueden recubrir o lacar con un material de barrera transparente como el termoplástico Paraloid B-72 para evitar el deslustre, pero estos recubrimientos requieren una reaplicación periódica. Una fuente potencial de ácidos orgánicos volátiles son los estantes de madera o los muebles de almacenamiento y exhibición de madera.
El polvo también se clasifica en este contexto como contaminante exterior e interior, ya que puede dañar la superficie por abrasión al eliminarlo o mancharla al absorber humedad. El polvo puede contener piel, moho y fragmentos inorgánicos como sílice o azufre. El polvo puede quedar adherido a una superficie con el tiempo, lo que hace que sea mucho más difícil eliminarlo. El polvo también es higroscópico, lo que significa que es capaz de atraer y retener moléculas de agua, creando un clima ideal para que crezcan las esporas de moho y éstas causen daños biológicos. La naturaleza higroscópica del polvo también puede provocar reacciones químicas en una superficie, especialmente en metales. Las partículas de polvo inorgánico pueden tener bordes afilados y resistentes que pueden rasgar las fibras y desgastar las superficies más blandas si no se eliminan adecuadamente.
La acumulación de polvo se puede prevenir almacenando y exhibiendo los objetos de colección en gabinetes o cajas cerrados, o usando cubiertas contra el polvo. Las estrategias de minimización del polvo también incluyen el uso de filtros de aire en sistemas de calefacción y aire acondicionado, el uso de aspiradoras equipadas con filtros HEPA y estrategias de limpieza con paños suaves.

## Fuerzas físicas

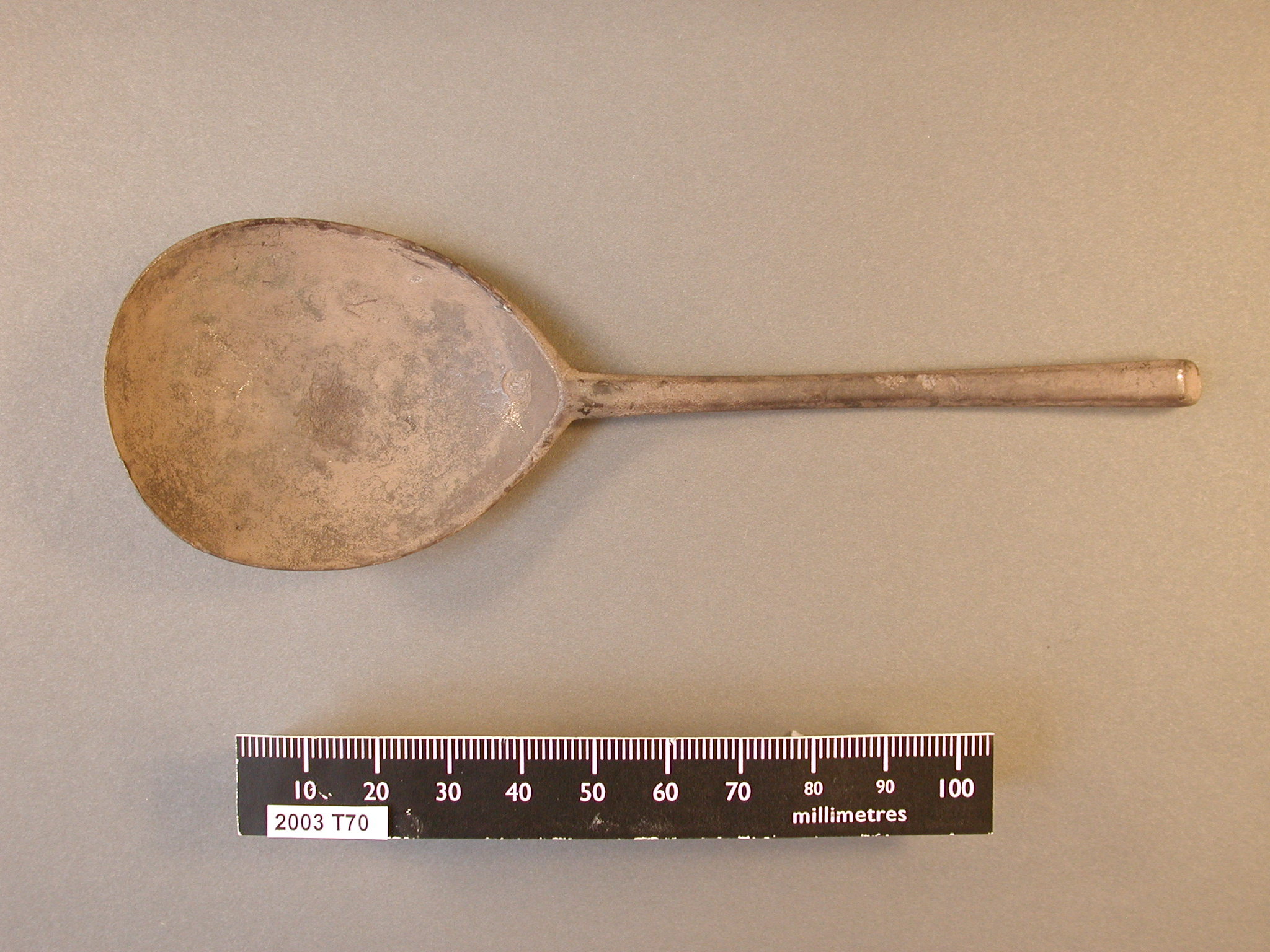
Cuchara de plata, ennegrecida por el deslustre, con forma de tapa deslizante, como era corriente a principios y mediados del.

Las fuerzas físicas incluyen fuentes de daño mecánico, donde los objetos pueden doblarse, romperse, distorsionarse, desgastarse, etc. El cambio se produce por alguna fuerza aplicada, que puede ser tan variada como el movimiento sísmico de los terremotos, la vibración de las carreteras, los equipos eléctricos, música amplificada, o por simples accidentes de almacenamiento, como golpes y roces, o accidentes de manipulación en los que se golpean o derriban objetos.
La formación y las directrices en el manejo ayudan a prevenir daños accidentales debidos a fuerzas físicas al mover y trabajar con objetos de museo. Las pautas de manipulación pueden contener consejos para inspeccionar cuidadosamente los objetos antes de recogerlos, despejar el camino de obstáculos y peligros de tropiezo, forrar carros y carros para el transporte con acolchado de espuma de polietileno y planificar todos los pasos de un procedimiento con anticipación. En el almacenamiento, los objetos se alojan de manera que sean fácilmente accesibles, y los objetos frágiles pueden tener soportes o soportes personalizados y cajas de almacenamiento acolchadas.

## Ladrones y vándalos
Esta categoría, a veces denominada "delincuentes", incluye el robo o daño deliberado al patrimonio cultural. Existen muchos ejemplos famosos, como el robo de pinturas del Museo Isabella Stewart Gardner en 1990, o el ataque de 2012 a la pintura de Rothko en la Tate Gallery, aunque es posible que muchos robos no se denuncien o incluso pasen desapercibidos en las grandes instituciones, o cuando los controles de inventario no son frecuentes.
Las estrategias de control incluyen limitar el acceso a las colecciones en función de su valor, rareza, portabilidad y/o accesibilidad, tanto para el personal como para los visitantes potenciales. Los muebles de almacenamiento y exhibición pueden estar cerrados con llave y alarma. Las organizaciones culturales pueden instalar cámaras de seguridad, sensores de movimiento y alarmas y emplear guardias y patrullas de seguridad.

## Agua
Los daños causados por el agua suelen producirse por fugas en la estructura de los edificios o por inundaciones asociadas con fenómenos meteorológicos o fallos de la infraestructura de transporte de agua (plomería, sistemas de rociadores de tuberías húmedas, aire acondicionado).
La condensación puede ocurrir cuando la temperatura del aire cae repentinamente, como cuando el aire cálido del interior golpea una pared o ventana externa más fría. El agua puede ablandar o solubilizar los medios aplicados (pinturas, adhesivos, revestimientos), causar manchas y dejar marcas después de la evaporación, causar daños físicos por impacto, debilitar los sustratos y fomentar el crecimiento de microorganismos, e hinchar, encoger o distorsionar los materiales orgánicos. El agua también puede transportar contaminantes y contaminantes, como lodo y aguas residuales, que dejan manchas. La inundación de Florencia de 1966 fue un momento formativo en el desarrollo de la profesión de conservación-restauración y, en particular, de la conservación preventiva.

## Otros marcos conceptuales
Este no es el único marco conceptual utilizado para categorizar el deterioro de materiales en las profesiones del patrimonio cultural. Por ejemplo, el deterioro también puede clasificarse según su fuente: biológica, química y física.

## Sostenibilidad
Los diez agentes de deterioro se utilizan a menudo como marco de los debates sobre sostenibilidad en el sector del patrimonio cultural, cuando el costo de controlar o minimizar el deterioro se compara con los beneficios percibidos. Los costos pueden ser financieros (por ejemplo, el costo de hacer funcionar el aire acondicionado), ambientales (por ejemplo, el uso de plásticos como material de almacenamiento y embalaje, o el uso de solventes para tratamientos de conservación, o el uso de energía para hacer funcionar los sistemas de aire acondicionado) o incluso la mano de obra necesaria para sostener una actividad. Las repercusiones de las prácticas establecidas de conservación y restauración sobre el medio ambiente y el cambio climático son cada vez más debatidas, en particular el énfasis de la profesión en el estricto control de la temperatura y la humedad.
Directrices ambientales recientes para colecciones de patrimonio cultural, como las desarrolladas por el Instituto Australiano para la Conservación de Materiales Culturales (AICCM), enfatizan la sostenibilidad y la resiliencia como principio rector y hacen referencia directa al cambio climático como motivo de revisión frecuente. Estas directrices resaltan la necesidad de considerar el clima local y permitir variaciones de los valores de humedad relativa y temperatura en consecuencia.